# Terenowa sieć elektroenergetyczna
Terenowe Sieci Elektroenergetyczne (TSE) - określane też jako Rejonowe Sieci Elektroenergetyczne (RSE) są to sieci rozdzielcze zasilające wsie, małe miasta oraz niewielkie zakłady przemysłowe znajdujące się poza terenami miejskimi. W skład TSE wchodzą: sieci 110 kV, sieci SN i sieci niskiego napięcia. Sieci nn oraz SN zasilające wyłącznie wsie nazywa się często wiejskimi sieciami elektroenergetycznymi WSE.
Zasadniczym celem terenowych sieci elektroenergetycznych jest zapewnienie odbiorcom zasilania energią elektryczną odpowiedniej jakości. Sieci terenowe są niezwykle istotnym elementem decydującym o niezawodnej dostawie energii elektrycznej dla wielu odbiorców. Sieci terenowe zasilają różnego rodzaju odbiorców znajdujących się na terenach małych miast i wsi. Typowymi odbiorcami są: przemysł w małych miasteczkach, odbiory komunalno-bytowe, odbiory użyteczności publicznej, ośrodki zdrowia, szkoły, budynki mieszkalne itd.

## Budowa

### Sieci terenowe nn
Sieć terenowa niskiego napięcia o przewodach gołych lub izolowanych budowana jest jako promieniowa. Stosunkowo rzadko (małe miasteczka, letniska i inne) stosuje się sieć kablową nn o układach pętlowych z rozgałęzieniami, z możliwością dwustronnego zasilania. Ze skrzynek przyłączowych (złącze elektroenergetyczne) włączonych przelotowo wyprowadzane są promieniowo przyłącza lub krótkie linie zasilające 2-4 odbiorców. Taka sieć kablowa nn przewidziana jest również dla peryferii miast o niskiej zabudowie. Pętle są zabezpieczane łącznikami automatycznymi.

### Sieci terenowe SN
Sieci terenowe SN zasilane są ze stacji transformatorowo-rozdzielczych 110 kV/SN położonych w pobliżu miast i miasteczek lub dużych terenowych zakładów przemysłowych. W przestarzałych sieciach SN stosuje się obecnie rozgałęzione układy promieniowe o strukturze drzewa. Wyodrębnia się w nich pień linii (linia magistralna), korzeń drzewa, linie odgałęźne i linie odczepowe.